# Unión Carbone
El Unión Carbone F.B.C. fue un club perteneciente a la zona de Barrios Altos del Cercado de Lima en la ciudad de Lima, Perú. Fue fundado en 1925 y jugó una temporada en la Primera División del  Perú.

## Historia
El club fue fundado el 1 de octubre de 1925 en la Quinta Carbone en Barrios Altos, Cercado de Lima. Entre los socios fundadores estuvieron Renzo "Chicho" Carbone, los hermanos Salas, Alberto Gutiérrez, Juan Ramela, entre otros vecinos.
Fue campeón de la División Intermedia 1933, ascendiendo a la Primera División de 1934. En 1935 se modificó el sistema del campeonato peruano y el Unión Carbone pasó a la Primera B para conseguir un cupo para la Primera División del  Perú. No lo logró y luego pasó a la Primera División Unificada de las Ligas Provinciales Lima y Callao de 1936 intentando obtener un pase a la División de Honor de 1937 pero tampoco lo consiguió. En 1937 pasó a jugar en la Primera División de la Liga de Lima hasta 1941 cuando se creó la Liga  Regional de Lima y Callao.
En 1949, el Unión Carbone fue campeón de la Liga  Regional de Lima y Callao, subiendo a la Segunda División del Perú para los periodos 1950 hasta 1954. En la Segunda División 1954 pierde la categoría y desciende a la Liga de Lima.
En 1989 fue campeón de la Liga Distrital de Cercado de Lima y clasificicó al Interligas de Lima donde fue eliminado en la semifinal de la Zona Norte. Se mantuvo en actividad hasta la década siguiente.

## Datos del club
- Temporadas en Primera División: 1 (1934).
- Temporadas en Segunda División: 5 (1950 - 1954).
- Mayor Goleada Realizada:
  - Unión Carbone 10:1 Jorge Chávez (1 de diciembre de 1951).[4]
- Mayor Goleada Recibida:
  - Unión Carbone 1:8 Juventud Gloria (11 de diciembre de 1954).

## Palmarés

### Torneos nacionales
- División Intermedia (1): 1933.

### Torneos regionales
- Liga Regional de Lima y Callao (1):  1949.
- Liga Distrital del Cercado de Lima (1): 1989.